# Cylindromyia brunnea
Cylindromyia brunnea är en tvåvingeart som beskrevs av Malloch 1930. Cylindromyia brunnea ingår i släktet Cylindromyia och familjen parasitflugor. Inga underarter finns listade i Catalogue of Life.